# Йонас Вітсен Молодший
Йонас Вітсен (нід. Jonas Witsen; 1647 —22 вересня 1675) — голландський громадський діяч, мандрівник, митець Республіки Об'єднаних провінцій.

## Життєпис
Походив зі впливового патриціанського роду Амстердама. Молодший син Корнеліса Яна Вітсена, заможного торговця та державного діяча Нідерландів. Матір'ю була представниця знатного роду Катарина де Графф. Народився у грудні 1647 року в Амстердамі. Замолоду долучився до родинної торговельної справи. Особисто брав участь у спорудженні нової ратуші на Дамські площі та Національного морського Арсеналу, що почалися 1655 року. Захоплювався малюванням, брав уроки Яна Лівенса. Також багато подорожував Європою.
Був лейтенантом шутерів. Відзначався відданістю кальвінізму, за що обирається церковним майстером (відповідав за фінансовий стан і догляд за будівлею) Остеркерка.
У 1675 році одружився з Сарою ван Рей. Втім помер через 2 тижні. Через 8 місяців після смерті Йонаса Вітсена народився його син Йонас.